# Soul Trombone and the Jazz Clan
Soul Trombone and the Jazz Clan è un album di Curtis Fuller, pubblicato dalla Impulse! Records nel 1962. Il disco fu registrato al Capitol Studios di New York City, New York (Stati Uniti), nelle date indicate nella lista tracce.

## Tracce
Brani composti da Curtis Fuller, tranne dove indicato
Lato A
1. The Clan – 6:16 – Registrato il 17 novembre 1961
2. In the Wee Small Hours of the Morning – 4:54 (Dave Mann, Bob Hilliard) – Registrato il 16 novembre 1961
3. Newdles – 7:37 – Registrato il 16 novembre 1961

Lato B
1. The Breeze and I – 4:00 (Al Stillman, Ernesto Lecuona) – Registrato il 17 novembre 1961
2. Dear Old Stockholm – 9:03 (Stan Getz) – Registrato il 15 novembre 1961
3. Ladies Night – 6:30 – Registrato il 17 novembre 1961

## Musicisti
A1, A2, A3, B1 e B3
- Curtis Fuller - trombone
- Freddie Hubbard - tromba
- Jimmy Heath - sassofono tenore
- Cedar Walton - pianoforte
- Jymie Merritt - contrabbasso
- Jimmy Cobb - batteria

B2
- Curtis Fuller - trombone
- Freddie Hubbard - tromba
- Jimmy Heath - sassofono tenore
- Cedar Walton - pianoforte
- Jymie Merritt - contrabbasso
- G.T. Hogan - batteria[4]